# Simulium banahauense
Simulium banahauense är en tvåvingeart som beskrevs av Takaoka 2006. Simulium banahauense ingår i släktet Simulium och familjen knott.
Artens utbredningsområde är Filippinerna. Inga underarter finns listade i Catalogue of Life.